# Tuberaria guttata
Tuberaria guttata é uma espécie terófita de planta com flor pertencente à família Cistaceae. Ocorre em zonas de matos e em terrenos incultos, florescendo de Abril a Julho.
A autoridade científica da espécie é (L.) Fourr., tendo sido publicada em Annales de la Société Linnéenne de Lyon, sér. 2, 16: 340. 1868.
Os seu nome comum é tuberária-mosqueada.

## Descrição
É uma espécie botânica pilosa, anual, com 5-30 cm, de roseta basal de folhass elípticas a obovadas. Folhas superiores com pêlos estrelados. Flores amarelas, 1-2 cm de diâmetro, com pétalas normalmente com manchas de cor escura na sua base, em inflorescências terminais; sépalas desiguais.

## Portugal
Trata-se de uma espécie presente no território português, nomeadamente em Portugal Continental.
Em termos de naturalidade é nativa da região atrás indicada.
Em Portugal Continental ocorre em todas as províncias.

## Protecção
Não se encontra protegida por legislação portuguesa ou da Comunidade Europeia.

## Habitat
Ocorre em solos ácidos, com pouco nitrogénio e muito secos.

## Sinónimos
De acordo com a base de dados The Plant List, possui os seguintes sinónimos:
- Cistus cistifolius Steud.
- Cistus foetidus Jacq.
- Cistus guttatus L. (basiónimo)
- Cistus immaculatum Steud.
- Cistus inconspicuus (Thiéb.-Bern. ex Pers.) Poir.
- Cistus lanceolatus Vahl
- Cistus obscurus Steud.
- Cistus ovatus Viv.
- Cistus piluliferus Thibaud ex Dunal
- Cistus racemosus L.
- Cistus roseus Jacq.
- Cistus sampsucifolius Sims
- Cistus serratifolius Lamb. ex Dunal
- Cistus serratus Cav.
- Cistus splendens Lam.
- Cistus sulphureus Steud.
- Cistus teretifolius Thibaud ex Dunal
- Helianthemum guttatum (L.) Mill.
- Helianthemum inconspicuum Thiéb.-Bern. ex Pers.
- Helianthemum variabile Spach
- Therocistus gutatus (L.) Holub
- Therocistus inconspicuus (Thiéb.-Bern. ex Pers.) Holub
- Tuberaria guttata subsp. inconspicua (Thiéb.-Bern. ex Pers.) Briq.
- Tuberaria inconspicua (Thiéb.-Bern. ex Pers.) Willk.
- Tuberaria variabilis (Spach) Willk.
- Xolanthes guttatus (L.) Raf.

A Flora Digital de Portugal indica também os seguintes sinónimos:
- Helianthemum guttatum subsp. variabile (Willk.) P. Cout.
- Helianthemum tuberaria (L.) Mill.
- Tuberaria bupleurifolia (Lam.) Willk.
- Tuberaria gallaecica (Merino) Pau et Merino
- Tuberaria guttata subsp. bupleurifolia (Lam.) Franco et Vasc.
- Tuberaria guttata var. eriocaulon (Dunal) Grosser
- Tuberaria variabilis subsp. vulgaris

A Flora Ibérica indica Tuberaria guttata como sinónimo de Xolantha guttata (L.) Raf.

## Biblografia
- Tuberaria guttata - Checklist da Flora de Portugal (Continental, Açores e Madeira) - Sociedade Lusitana de Fitossociologia
- Tuberaria guttata - The Plant List (2010). Version 1. Published on the Internet; http://www.theplantlist.org/ (consultado em 25 de dezembro de 2013).